# Ancylosis magnifica
Ancylosis magnifica is een vlinder uit de familie snuitmotten (Pyralidae). De wetenschappelijke naam van deze soort is voor het eerst geldig gepubliceerd in 1875 door Butler.
De soort komt voor in tropisch Afrika.